# Diplodactylus klugei
Diplodactylus klugei är en ödleart som beskrevs av  Ken Aplin och ADAMS 1998. Diplodactylus klugei ingår i släktet Diplodactylus och familjen geckoödlor. Inga underarter finns listade i Catalogue of Life.